# Wembley
Wembley é um distrito da Grande Londres que ganhou destaque nacional pelo estádio de futebol que leva o seu nome. Sua população, que é primordialmente composta por trabalhadores de classe média, é composta por 102 856 pessoas (número de 2011).